# Grävsätter
Grävsätter är ett naturreservat i Åtvidabergs kommun i Östergötlands län.
Området är naturskyddat sedan 2009 och är 16 hektar stort. Reservatet består i sin centrala del av en urskog med högvuxen och tät tall- och granskog, vilken avsattes som domänreservat redan i mitten av 1900-talet.  